# Друга влада Војислава Коштунице
Друга влада Војислава Коштунице формирана је 15. маја 2007. године. Чиниле су је следеће политичке партије: Демократска странка, Демократска странка Србије, Нова Србија и Г17+. Председник Владе био је Војислав Коштуница, потпредседник Божидар Ђелић, а Владу су чинила још 23 министра, од чега четири жене.
Владу је изабрао седми сазив Народне скупштине Републике Србије.

## Историја

### Формирање Владе
Председник Републике Србије Борис Тадић расписао је парламентарне изборе за 21. јануар 2007. године. На тим изборима, резултат је био следећи:
- Српска радикална странка - 81 посланичко место
- Демократска странка - 64
- Коалиција Демократска странка Србије/Нова Србија - 47
- Г 17+ - 19
- Социјалистичка партија Србије - 16
- Коалиција окупљена око Либерално-демократске партије - 15
- Савез војвођанских Мађара - 3
- Листа за Санџак - 2
- Коалиција Албанаца Прешевске долине - 1
- Унија Рома Србије - 1
- Ромска партија - 1

### Крај Владе
Фебруара 2008. године, косовски Албанци проглашавају једнострану независност јужне српске покрајине - Косова и Метохије. Након тог догађаја, Влада запада у кризу због различитих ставова у деловању против сепаратизма и понуђеном Споразуму о стабилизацији и придруживању Европској унији. Један део Владе (Демократска странка и Г17 плус) залагао се за прихватање споразума и дипломатску иницијативу, док је други део Владе (Демократска странка Србије и Нова Србија) захтевао да се прекину односи са свим државама и савезима које су признале самопроглашење државе Косово. Пошто су се несугласице наставиле, убрзо је дошло до пада Владе. 5. марта.
Дана 8. марта, премијер Војислав Коштуница у обраћању јавности затражио је распуштање скупштине и расписивање ванредних парламентарних избора, што је убрзо и учињено.

## Састав Владе
| Функција                                              | Слика                     | Име и презиме             | Странка |
| ----------------------------------------------------- | ------------------------- | ------------------------- | ------- |
| Председник Владе                                      | Војислав Коштуница        | Војислав Коштуница        | ДСС     |
| Потпредседник за европске интеграције                 | Божидар Ђелић             | Божидар Ђелић             | ДС      |
| Министар спољних послова                              | Вук Јеремић               | Вук Јеремић               | ДС      |
| Министар унутрашњих послова                           | Драган Јочић              | Драган Јочић              | ДСС     |
| Министар одбране                                      | Драган Шутановац          | Драган Шутановац          | ДС      |
| Министар финансија                                    | Мирко Цветковић           | Мирко Цветковић           | ДС      |
| Министар правде                                       | Душан Петровић            | Душан Петровић            | ДС      |
| Министар за државну управу и локалну самоуправу       | Милан Марковић            | Милан Марковић            | ДС      |
| Министар пољопривреде, шумарства и водопривреде       | Слободан Милосављевић     | Слободан Милосављевић     | ДС      |
| Министар економије и регионалног развоја              | Млађан Динкић             | Млађан Динкић             | Г17+    |
| Министар рударства и енергетике                       | Млађан Динкић             | Александар Поповић        | ДСС     |
| Министар за инфраструктуру                            | Велимир Илић              | Велимир Илић              | НС      |
| Министар за телекомуникације и информатичко друштво   | Александра Смиљанић       | Александра Смиљанић       |         |
| Министар трговине и услуга                            | Предраг Бубало            | Предраг Бубало            | ДСС     |
| Министар рада и социјалне политике                    | Расим Љајић               | Расим Љајић               | СДПС    |
| Министар науке                                        |                           | Ана Пешикан               |         |
| Министар заштите животне средине                      | Саша Драгин               | Саша Драгин               | ДС      |
| Министар просвете                                     | Саша Драгин               | Зоран Лончар              | ДСС     |
| Министар за омладину и спорт                          | Снежана Самарџић-Марковић | Снежана Самарџић-Марковић | Г17+    |
| Министар културе                                      | Војислав Брајовић         | Војислав Брајовић         |         |
| Министар здравља                                      | Томица Милосављевић       | Томица Милосављевић       | Г17+    |
| Министар вера                                         | Радомир Наумов            | Радомир Наумов            | ДСС     |
| Министар за дијаспору                                 |                           | Милица Чубрило            |         |
| Министар за Косово и Метохију                         | Слободан Самарџић         | Слободан Самарџић         | ДСС     |
| Министар без портфеља за Национални инвестициони план | Драган Ђилас              | Драган Ђилас              | ДС      |

Генерални секретар Владе је био Дејан Михајлов из ДСС.